# Lijst van afleveringen van iCarly
Dit is een lijst van afleveringen van de Amerikaanse televisieserie iCarly, gerangschikt op afleveringsnummer en seizoen. Elke titel van elke aflevering begint met een kleine "i", die staat voor internet. Een seizoen bestaat uit 11-25 afleveringen. De show werd genomineerd voor een Emmy Award in de categorie 'uitmuntende kinderserie'.

## Overzicht
| Seizoen | Afleveringen | Uitgezonden in de Verenigde Staten | Uitgezonden in de Verenigde Staten | Uitgezonden in de Verenigde Staten | Dvd-uitgave (productieseizoen)                        | Dvd-uitgave (productieseizoen)     |
| Seizoen | Afleveringen | Start                              | Einde                              | Productiecode                      | Dvd-uitgave (productieseizoen)                        | Dvd-uitgave (productieseizoen)     |
| ------- | ------------ | ---------------------------------- | ---------------------------------- | ---------------------------------- | ----------------------------------------------------- | ---------------------------------- |
| 1       | 25           | 8 september 2007                   | 25 juli 2008                       | 1xx                                | 23 september 2008 (Volume 1) 21 april 2009 (Volume 2) |                                    |
| 2       | 25           | 27 september 2008                  | 8 augustus 2009                    | 2xx                                | 18 augustus 2009 (Volume 1) 4 januari 2011 (Volume 2) |                                    |
| 3       | 20           | 12 september 2009                  | 26 juni 2010                       | 2xx                                | 5 april 2011 (Seizoen 2, Volume 3)                    | 5 april 2011 (Seizoen 2, Volume 3) |
| 4       | 13           | 30 juli 2010                       | 11 juni 2011                       | 3xx                                | 30 augustus 2011 (Seizoen 3)                          | 30 augustus 2011 (Seizoen 3)       |
| 5       | 11           | 13 augustus 2011                   | 21 januari 2012                    | 4xx                                | 10 juli 2012 (Seizoen 4)                              | 10 juli 2012 (Seizoen 4)           |
| 6       | 6            | 24 maart 2012                      | 9 juni 2012                        | 5xx                                | NNB                                                   |                                    |
| 7       | 9            | 6 oktober 2012                     | 23 november 2012                   | 5xx                                | NNB                                                   |                                    |

## Seizoenen

### Seizoen 1
Het eerste seizoen introduceert de hoofdrolspelers Carly Shay (Miranda Cosgrove), Sam Puckett (Jennette McCurdy) en Freddie Benson (Nathan Kress) vanaf het moment dat ze met de webshow iCarly beginnen. Spencer Shay (Jerry Trainor) wordt hier ook geïntroduceerd als hoofdrolspeler, als de grote broer van Carly.

### Seizoen 2
Na de introductie van de personages in het eerste seizoen, worden de kenmerken van de personages in dit seizoen benadrukt. In de aflevering iKiss vertelt Sam aan Freddie dat ze nog nooit gezoend heeft en ze heeft haar eerste kus met Freddie, omdat hij ook nog nooit gezoend heeft. Door deze gebeurtenis daalt de rivaliteit tussen deze twee personages aanzienlijk en worden ze zelfs goede vrienden.

### Seizoen 3
In de seizoensopener vertelt Sam in een aangeschoten bui (ze heeft een verdoving gekregen van de tandarts) aan haar beste vriendin Carly over de kus met Freddie. Sam en Freddie hadden gezworen dat ze dit geheim zouden houden. Nadat de verdoving is uitgewerkt, herinnert Sam zich niets meer van dit voorval. Als Freddie hoort dat Sam verteld heeft over hun kus, probeert hij snel van onderwerp te veranderen, maar Carly laat hem na een woede-aanval bekennen. Carly laat de twee naar haar appartement komen, zonder dat ze dat van elkaar weten. Als ze arriveren, confronteert Carly de twee met dit voorval. Ze besluiten dat het tijd is om te stoppen met het houden van geheimen, omdat Carly hen ook alles vertelt.
Twee weken later bevinden de drie hoofdpersonages zich in een Girl's-Choice-Dance, een bal waarbij meisjes een date moeten zoeken. Nadat al hun dates uitlopen op een ramp, komt Sam erachter dat Gibby (Noah Munck) een vriendin heeft en gaat ze kwaad weg. Dit geeft Carly en Freddie een moment om te slow dancen. Als Sam weer terugkomt, ziet ze de twee dansen en loopt ze stil weer weg.
Drie maanden later redt Freddie het leven van Carly door haar van de weg te duwen, doordat een tacotruck haar bijna aanreed. Freddie verwondt zichzelf in dit proces. Carly is enorm dankbaar en bezoekt zijn ziekenkamer vaak. Op een gegeven moment kust ze Freddie. Een paar uur na dit voorval vertelt Sam aan Freddie dat Carly hem alleen maar kuste, omdat ze zo dankbaar is. Freddie gelooft dit niet, maar later, in Carly's appartement, realiseert hij dat dit waarschijnlijk wel zo is en beëindigt hij de relatie. Ze blijven uiteraard wel vrienden.

### Seizoen 4
Het drietal heeft nog steeds hun eigen webshow, iCarly, die steeds bekender wordt. Jerry Trainor speelt nog steeds grote broer van Carly, Spencer Shay. Vanaf dit seizoen voegt Gibby Gibson (Noah Munck) zich bij de vaste cast en helpt bij vrijwel elke webshow van iCarly.

### Seizoen 5
Het seizoen begint met een vervolg op "iOMG", waarin Sam Freddie kust. Ze verdwijnt voor drie dagen, maar dankzij Carly, die het wachtwoord van Sam's mobiele telefoon weet, en Freddie, die met bepaalde telefoonsoftware kan bepalen waar ze zich bevindt, komen ze erachter dat ze zichzelf heeft ingeschreven in een psychiatrische inrichting. Freddie bezoekt haar en komt erachter dat ze haar gevoelens tussen liefde en haat voor hem niet aankan. Freddie kust haar vervolgens, tijdens een live-uitzending van iCarly.

### Seizoen 6
Op 15 november 2011 kondigde Dan Schneider dat de productie van het zesde seizoen gaat beginnen in het begin van 2012. Miranda Cosgrove twitterde op 25 januari 2012 dat de productie van dit seizoen van start was gegaan. In seizoen 7 is dit het laatste seizoen van iCarly.

### Seizoen 7
Dit is het laatste seizoen van de serie.